# Amatepec
Amatepec és un poble, cap de municipi, del municipi d'Amatepec, a l'Estat de Mèxic, a Mèxic. És la comunitat urbana més poblada del municipi. Segons el cens, el 2010, tenia una població total de 2187 habitants, només superada per la comunitat de Palmar Chico, amb al voltant de 8314 pobladors.